# Nino Fuscagni
Serafino Fuscagni, dit Nino Fuscagni, né à Città di Castello le 12 février 1937 et mort à Rome le 19 juillet 2018, est un acteur et animateur de télévision italien.

## Biographie
Nino Fuscagni s'est formé au Centre expérimental de cinématographie, qu'il a terminé avec succès dans les années 1960. Il débute dans des rôles d' adolescent, d'étudiant ou malheureux en amour. Malgré sa beauté et son aspect naturel devant la caméra, il n'a jamais pu quitter le statut d'acteur prometteur. La plupart de ses rôles sont de second plan dans des péplums, films spaghetti ou de genre. Il est parfois crédité sous les pseudonymes de Yuri McFee, John Drake et Ray Scott. Après le milieu des années 1970, Nino Fuscagni participe à des productions de télévision.

## Filmographie partielle
- 1961 : La Fureur d'Hercule de Carlo Campogalliani
- 1962 : Journal intime de Valerio Zurlini
- 1964 : La Terreur des Kirghiz (Ursus, Il Terrore dei Kirghisi) d'Anthony Dawson
- 1966 : 3 Winchester pour Ringo (3 colpi di Winchester per Ringo) d'Emimmo Salvi
- 1968 : I due crociati de Giuseppe Orlandini
- 1968 : Black Jack de Gianfranco Baldanello
- 1972 : Un colt dans la main du diable (Una colt in mano al diavolo) de Gianfranco Baldanelllo : Phil Scott
- 1987 : Adieu Moscou de Mauro Bolognini
- 2004 : La rivincita di Natale de Pupi Avati